# Lampaansyöjät
Lampaansyöjät (lit. Los devoradores de ovejas) es una película finlandesa de comedia y película de 1972 escrita, producida y dirigida por Seppo Huunonen. Basada en una novela del mismo nombre de 1970 de Veikko Huovinen, cuenta la historia de dos hombres que deciden ejecutar la «Operación Devoradores de Ovejas» que habían planeado durante el invierno, con la intención de pasar sus vacaciones de verano en el campo, cazando ovejas y asarlos para realizar un rosvopaisti («asado de ladrón»). La película parodia y admira el anhelo tradicional del hombre finlandés de liberarse de la monotonía de la vida cotidiana. La película está protagonizada por Heikki Kinnunen y Leo Lastumäki.
Huunonen ganó el premio Jussi al mejor productor por la película. Al igual que la novela original, la adaptación cinematográfica aumentó el reconocimiento de la receta del «asado de ladrón».

## Argumento
El forestal Sepe (Heikki Kinnunen) y el director de la sucursal Valtteri (Leo Lastumäki) se reúnen al comienzo de sus vacaciones de verano en el hotel de playa de Kalajoki y lanzan la «Operación Devoradores de Ovejas» que habían planeado para el invierno. Comen bien y siguen festejando con una botella de coñac en la habitación del hotel.
Por la mañana, conducen hacia el norte a través de Oulu y pasan la noche en una posada. Un posadero los despierta a las cuatro de la mañana y se preparan para ejecutar sus planes cuando sale el sol. Sepe cambia las matrículas del coche, encuentran ovejas pastando y Valtteri caza furtivamente a una de ellas a tiros. Drenan la sangre del animal, le cortan las patas con un hacha y dejan el resto de las ovejas al dueño junto a la cerca. Cuando van de compras, envían al propietario una dirección postal por valor de 150 marcos, que Sepe ha rellenado con la máquina de escribir del taller mecánico de la oficina para borrar sus huellas. Sepe y Valtteri conducen una lancha motora hasta una isla en el lago y acampan. Mientras se cocina el cordero en el caldero, hablan de política y beben alcohol. Después de comer, Valtteri está tan borracho que cae al lago y se niega a ir a la tienda a secarse. Por la mañana curan la resaca con cervezas nuevas y preparan cordero estofado.
Al poco tiempo, los camaradas se cansan de su vida isleña y se van al «pueblo de pintura», donde van al cine y a las salas de juegos. Después de pasar un tiempo en el hotel de Suomutunturi, están listos para otro ataque y Valtteri dispara a su segunda oveja. Esta vez toman la oveja entera para preparar un « asado de ladrón de Mongolia Exterior»: le quitan las entrañas, llenan la cavidad con arroz, patatas, cebollas y especias y dejan que la oveja se cocine en una costra de arcilla en un hoyo revestido de piedra y calentado, encima del cual construyen una fogata. Mientras esperan el asado, Sepe y Valtteri beben alcohol y desarrollan sus pensamientos para alabar la belleza del «coño». El cordero resulta delicioso, pero terminan cansándose del mismo y empiezan a fantasear con las truchas y el agua fresca de los arroyos de montaña de Laponia. Un grupo de mujeres alemanas ligeras de ropa que practican piragüismo acampan en la orilla opuesta. Dos de ellas llegan al campamento de Sepe y Valtteri y quieren comprar comida: cuando los hombres ofrecen su «asado de ladrón», las mujeres retroceden horrorizadas al ver los restos de la oveja masacrada. Los hombres le dan la vuelta al asunto para decir que fueron salvados de las garras de «mujeres malas».
A partir de aquí, el viaje de Sepe y Valtteri continúa más al norte. Pasan por la licorería, revisan el bote de basura que quedó del verano anterior en su familiar gravera y continúan sus discusiones filosóficas. Deciden visitar Noruega para ver el Océano Ártico. En el camino de regreso, los hombres atropellan a una oveja: temen las consecuencias de su acción, sabiendo que Noruega es parte de la OTAN y el riesgo de ser atrapados en la aduana es demasiado alto, por lo que arrojan el animal muerto al río. Al final, los hombres se emborrachan en la gravera donde han instalado su tienda y sienten que la vida ha vuelto a la normalidad.

## Reparto
- Heikki Kinnunen como Sepe.
- Leo Lastumäki como Valtteri.
- Jukka Sipilä como granjero.
- Pentti Auer como remero borracho número 1.
- Jaakko Talaskivi como remero borracho número 2.
- Elina Hoffrén como cocinero del restaurante Suomu.
- Rose-Marie Precht como mayordomo del restaurante Suomu.
- Nadja Saario como camarera en el hotel de la playa.
- Raili Veivo como posadero.
- Tuula Lindfors como mujer alemana número 1.
- Anita Sohlberg como mujer alemana número 2.
- Väinö Kolhonen como fotógrafo de noticias.

El director Huunonen hace un cameo en la película mostrando solo sus manos lavando una olla.

## Producción

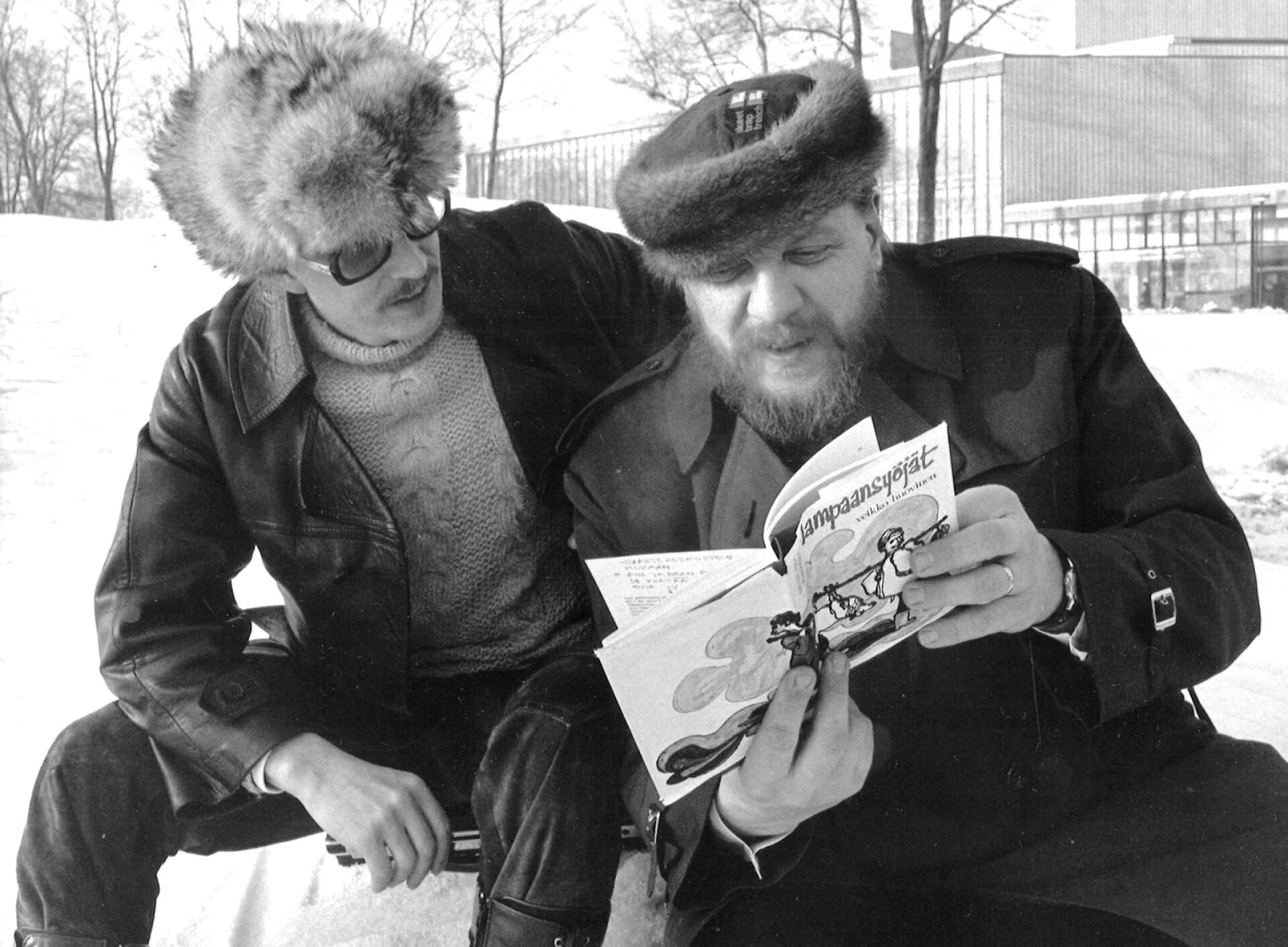
De izquierda a derecha: el director Seppo Huunonen y el actor Leo Lastumäki leyendo la novela Lampaansyöjät en febrero de 1972.

Cuando se publicó la novela picaresca de Huovinen en 1970, el cineasta Spede Pasanen mostró interés en realizar una adaptación cinematográfica basada en el libro, antes de que los derechos cinematográficos fueran concedidos a Seppo Huunonen, que en aquel momento sólo trabajaba como productor de anuncios y cortometrajes. Lampaansyöjät fue su primer largometraje como productor y director. La película recibió un préstamo de producción de 70 000 FIM de la Finland Film Foundation. Los actores Heikki Kinnunen y Leo Lastumäki, que anteriormente habían actuado juntos en el programa de televisión Ällitälli de 1971-72, fueron elegidos para los papeles de los personajes principales de la película, Sepe y Valtteri.
La película se rodó entre marzo y septiembre de 1972. Los lugares de rodaje se han ubicado en diferentes partes de Finlandia, incluido Kalajoki, y también en Tromsø, Noruega. Durante el rodaje de la película, hubo que cambiar de director de fotografía cuando el director de fotografía original Kari Sohlberg pasó a la producción de la película de Rauni Mollberg de 1973 Maa on syntinen laulu. Cuando Heikki Katajisto, su sustituto, sufrió un accidente de tráfico, se decidió que Risto Inkinen, Esko Jantunen y Pentti Auer completarían el rodaje de la película.
La película cuenta con una banda sonora original escrita para la película por Paroni Paakkunainen y Vexi Salmi, interpretada por el cantante Tapio Rautavaara además de Kinnunen y Lastumäki.

## Lanzamiento
La película se estrenó el 17 de noviembre de 1972. La película reunió a un total de 341 101 espectadores, más que todas las demás películas finlandesas del mismo año juntas. En Finlandia, fue la tercera película más vista después de El padrino y La naranja mecánica. La película se proyectó por primera vez en la televisión finlandesa el 5 de abril de 1975. Durante ese tiempo, el partido del Campeonato Mundial de Hockey sobre Hielo entre Finlandia y la Unión Soviética se transmitió en otro canal. A pesar de ello, la película reunió a 1 147 000 espectadores.
La película recibió críticas mixtas de los críticos. Por ejemplo, en la reseña del estreno, Eeva Järvenpää de Helsingin Sanomat dijo que lo mejor de la película es la cinematografía de Kari Sohlberg, que muestra los paisajes del norte de Finlandia «hermosos como una película de viajes», y también elogió la química de Kinnusen y Lastumäki, una pareja de comediantes bien perfeccionada en la televisión, y dijo que alcanzó su mejor momento cuando el estilo literario de Huovinen y el diálogo «similar a una convención adolescente» se modificaron para adaptarse a las bocas de los actores. Sin embargo, criticó el mensaje social de la película, o más bien la falta de él: «Lampaansyöjät está hecho para aquellas personas que no se preocupan innecesariamente, que tienen su propia boca primero y dinero para sus propias necesidades. Sólo es bueno esperar que los finlandeses a veces les sorprendran otras películas, quizás más importantes».